# Molí de Bor
Molí de Bor, o també conegut com la central de Bor, és un antic molí de Bellver de Cerdanya (Baixa Cerdanya) inclòs a l'Inventari del Patrimoni Arquitectònic de Catalunya.

## Descripció
L'edifici s'utilitza actualment com a habitatge particular. Es manté encara l'antic rec que portava l'aigua fins al molí, tot i que l'antiga resclosa on es recollia aquesta aigua va quedar molt malmesa pels aiguats de 1982. Fins a aquesta data, encara es conservava l'antic "estampador" o pedra que feina la funció que canalitzar l'aigua del torrent cap el rec. Es distingeixen a l'edifici 2 arcs de mig punt a través dels quals l'aigua accedia al cacau.
En aquest edifici, durant bona part del segle xx, s'hi generava corrent elèctric. Segons Esteve Vicente, fins a l'any 1957.